# Ljubeščica
Ljubeščica este o arie protejată (sit de importanță comunitară — SCI) din Croația întinsă pe o suprafață de 13,48 ha, integral pe uscat.

## Localizare
Centrul sitului Ljubeščica este situat la coordonatele 46°09′54″N 16°23′37″E / 46.165115°N 16.393586°E.

## Înființare
Situl Ljubeščica a fost declarat sit de importanță comunitară în iulie 2013 pentru a proteja 1 specie de plante.

## Biodiversitate
Situată în ecoregiunea continentală, aria protejată nu include niciun habitat protejat.
La baza desemnării sitului se află o specie protejată de  plante: Himantoglossum adriaticum.